# Звежинець-Великий
Звежинець-Великий (пол. Zwierzyniec Wielki) — село в Польщі, у гміні Домброва-Білостоцька Сокульського повіту Підляського воєводства.
Населення — 164 особи (2011).
У 1975-1998 роках село належало до Білостоцького воєводства.

## Демографія
Демографічна структура станом на 31 березня 2011 року:
|          | Загалом | Допрацездатний вік | Працездатний вік | Постпрацездатний вік |
| -------- | ------- | ------------------ | ---------------- | -------------------- |
| Чоловіки | 85      | 23                 | 52               | 10                   |
| Жінки    | 79      | 18                 | 39               | 22                   |
| Разом    | 164     | 41                 | 91               | 32                   |